# Reano

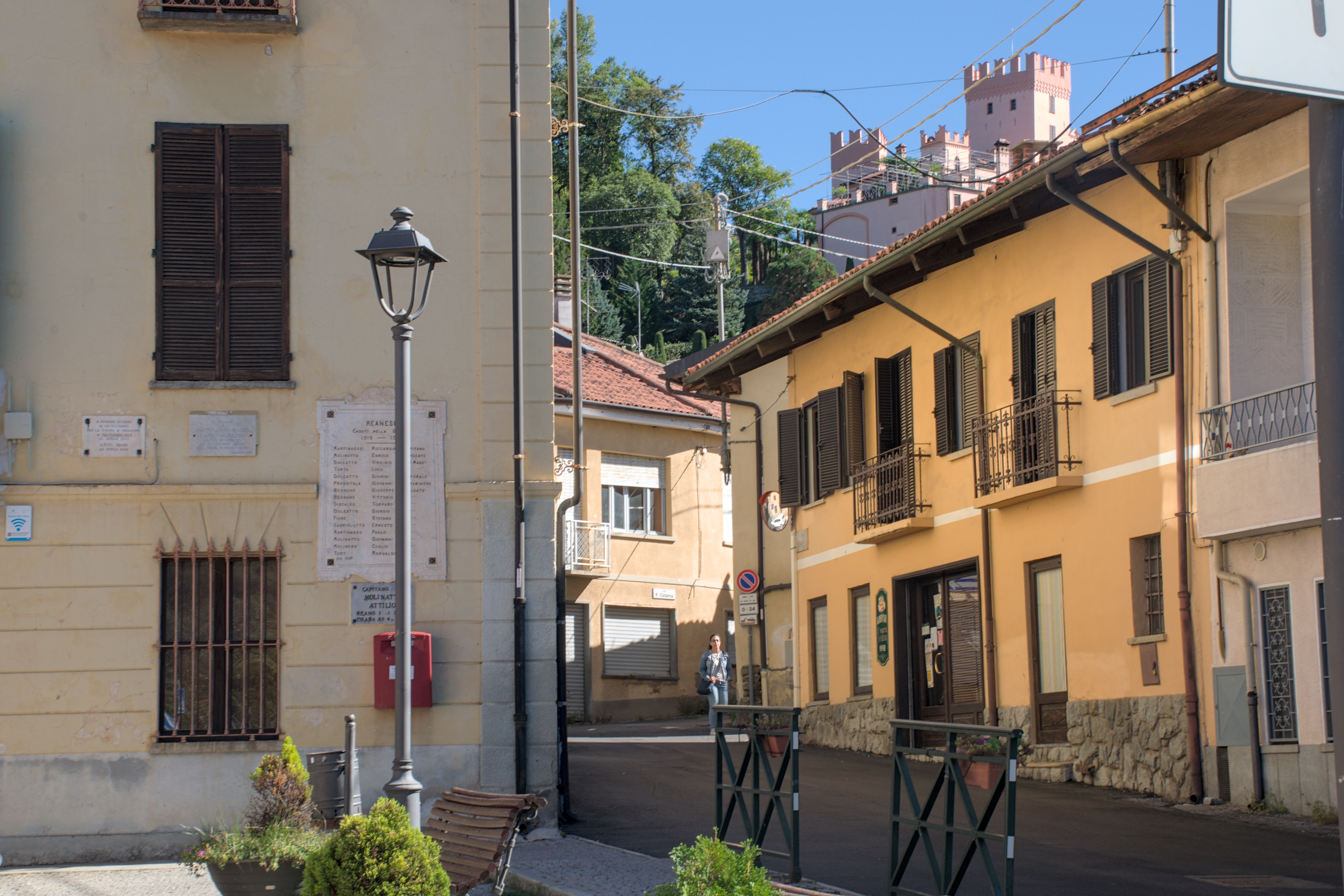
Reano

Reano (Rean o Rajan in piemontese) è un comune italiano di 1 746 abitanti della provincia di Torino, in Piemonte, a 25 km ad ovest dal capoluogo torinese.

## Geografia fisica
Si trova in Val Sangone sull'anfiteatro morenico della bassa Val di Susa fra i fiumi Dora Riparia e Sangone.

## Storia

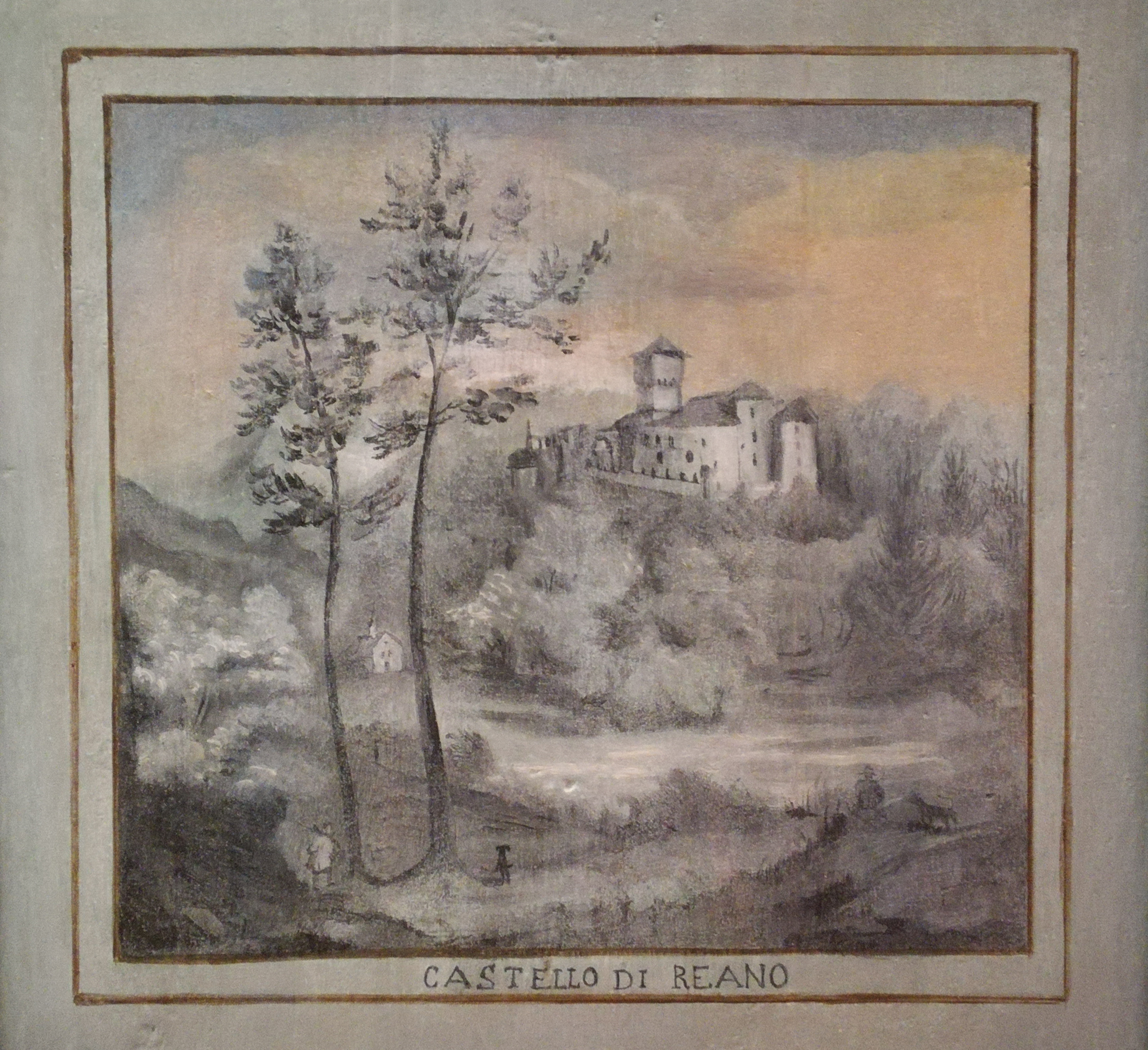
Affresco raffigurante il castello di Reano conservato nel Castello di Aymavilles

La parte antica del paese è di origine medioevale ed è protetta dal Castello sorto nel XIII secolo sui resti di un antico fortilizio romano, dall'originaria funzione difensiva, di cui ha mantenuto l'aspetto esteriore: turrito e merlato, divenne nei secoli seguenti una residenza signorile con interni in stile barocco.
Dal 1566 al 1876 è stato di proprietà della famiglia nobile piemontese dei Dal Pozzo della Cisterna. Attualmente è di proprietà privata e non è visitabile.

## Monumenti e luoghi di interesse
- Parrocchiale di San Giorgio Martire, in stile neogotico. La chiesa conserva al proprio interno alcune tele con Storie della Vergine opera del fiorentino Lorenzo Vaiani, detto lo Sciorina eseguite nel 1585 e provenienti dalla cappella della Villa Acciaiuoli di Pietrafitta presso San Gimignano[5].
- Castello dei principi Dal Pozzo della Cisterna
- Cappella della Madonna della Pietà

## Società

### Evoluzione demografica
Negli ultimi sessant'anni, dall'anno 1961, la popolazione residente è più che raddoppiata.
Abitanti censiti

## Amministrazione
| Periodo        | Periodo        | Primo cittadino | Partito                                                     | Carica  | Note |
| -------------- | -------------- | --------------- | ----------------------------------------------------------- | ------- | ---- |
| 23 aprile 1995 | 13 giugno 1999 | Celestino Torta | Coalizione di Centro                                        | Sindaco |      |
| 13 giugno 1999 | 13 giugno 2004 | Celestino Torta | Coalizione di Centro                                        | Sindaco |      |
| 13 giugno 2004 | 7 giugno 2009  | Piero Troielli  | Lista civica                                                | Sindaco |      |
| 7 giugno 2009  | 25 maggio 2014 | Celestino Torta | Lista civica                                                | Sindaco |      |
| 25 maggio 2014 | 26 maggio 2019 | Celestino Torta | Lista civica - 2014 Insieme                                 | Sindaco |      |
| 26 maggio 2019 | 10 giugno 2024 | Celestino Torta | Lista civica Con e per Reano - Punto Reano - Ancora Insieme | Sindaco |      |
| 10 giugno 2024 | "in carica"    | Piero Troielli  | Lista civica: Reano per un futuro migliore                  | Sindaco |      |

### Altre informazioni amministrative
Reano faceva parte della Comunità Montana Valle Susa e Val Sangone. Reano è parte dell'Unione dei Comuni Montani della Valsangone (Coazze, Giaveno, Trana, Reano, Sangano, Valgioie).